# David Pinski
David Pinski (Yiddish: דוד פּינסקי; Mogilev, 5 aprile 1872 – Haifa, 11 agosto 1959) è stato uno scrittore e sceneggiatore russo in lingua yiddish, probabilmente meglio conosciuto come drammaturgo.
In un momento in cui l'Europa orientale stava appena iniziando a sperimentare la rivoluzione industriale, Pinski fu il primo a introdurre sul suo palcoscenico un dramma sui lavoratori urbani ebrei; drammaturgo di idee, si distinse anche per aver scritto sulla sessualità umana con una franchezza precedentemente sconosciuta alla letteratura yiddish. Era anche noto tra i primi drammaturghi yiddish per avere legami più forti con le tradizioni letterarie in lingua tedesca rispetto al russo.

## Primi anni
Nacque a Mogilev, nell'Impero russo (l'odierna Bielorussia) e crebbe nella vicina Vitebsk. Inizialmente destinato alla carriera di rabbino, aveva raggiunto un livello avanzato negli studi talmudici all'età di 10 anni. A 19 anni lasciò casa, con l'intenzione di studiare medicina a Vienna, in Austria, ma una visita a I.L. Peretz a Varsavia (allora anche sotto il controllo russo, ora capitale della Polonia) lo convinse a intraprendere invece la carriera letteraria. Iniziò brevemente gli studi a Vienna (dove scrisse anche il suo primo racconto significativo, "Der Groisser Menshenfreint"—"Il grande filantropo"), ma presto tornò a Varsavia, dove si creò una importante reputazione come scrittore e sostenitore della Sionismo laburista, prima di trasferirsi a Berlino, in Germania nel 1896 e a New York nel 1899.
Conseguì un dottorato alla Columbia University, ma nel 1904, dopo aver appena completato la sua commedia Family Tsvi nel giorno fissato per l'esame per il suo dottorato di ricerca, non si presentò all'esame e non terminò mai la laurea.

## Opere

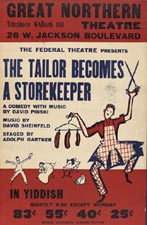
Locandina: il Federal Theatre presenta Il sarto diventa un negoziante di Pinski (Chicago, anni '30)

La sua tragedia naturalistica Isaac Sheftel (1899) racconta di un tessitore tecnicamente creativo, il cui datore di lavoro lo disprezza, ma sfrutta le sue invenzioni. Alla fine distrugge le macchine che ha creato e, ubriaco, cade nell'autodistruzione. Come molti dei personaggi principali di Pinski, è qualcosa di diverso da un eroe tradizionale o anche da un eroe tragico tradizionale.
La sua commedia dark Der Oytser (Il tesoro), scritta in yiddish 1902-1906 ma messa in scena per la prima volta in tedesco, da Max Reinhardt a Berlino nel 1910, racconta una sequenza di eventi in cui la gente di una città scava e dissacra il proprio cimitero perché sono arrivati a credere che ci sia un tesoro sepolto da qualche parte in esso. Ricchi e poveri, laici e religiosi, tutti partecipano alla frenesia; un finale soprannaturale coinvolge le anime dei morti, infastidite dallo sconvolgimento.
Family Tsvi (1904), scritta sulla scia del Pogrom di Chișinău, è un invito agli ebrei a non accettare passivamente la violenza contro di loro. In questa tragedia vari ebrei, un fanatico religioso, un socialista del Bund, un sionista e un assimilazionista disilluso, resistono all'attacco in modi diversi e per ideologie diverse, ma tutti resistono. L'opera teatrale non poteva essere pubblicata ufficialmente e rappresentata apertamente nella Russia imperiale, ma circolava lì di nascosto e riceveva persino produzioni amatoriali clandestine.
Yenkel der Shmid (Yankel il fabbro, 1906) stabilì un nuovo livello di franchezza nel teatro in lingua yiddish nell'affrontare le passioni sessuali. Sebbene il teatro yiddish fosse più aperto a tali temi rispetto al teatro in lingua inglese della stessa epoca, era per lo più composto da opere tradotte da varie lingue europee. La coppia centrale della commedia deve bilanciare la propria passione reciproca con il matrimonio con altre persone. Alla fine, entrambi tornano ai loro matrimoni, in quella che Sol Liptzin descrive come "un'accettazione della vita familiare che non ha negato la gioia della carne né ha evitato la responsabilità morale". Un film basato sull'opera teatrale è stato realizzato nel 1938, girato in un monastero cattolico nel New Jersey; era interpretato da Moyshe Oysher, era la prima nel cinema di Herschel Bernardi (che interpretava Yankel da ragazzo) ed è anche conosciuto come The Singing Blacksmith. È stato anche adattato da Caraid O'Brien come commedia in lingua inglese intitolata Jake the Mechanic.
Continuò ad esplorare temi simili in una serie di commedie, Gabri un di Froyen (Gabri e le donne, 1908),  Mary Magdalene (Maria Maddalena, 1910) e Professor Brenner (Il professor Brenner, 1911), l'ultima delle quali tratta di un uomo anziano innamorato di una giovane donna, rompendo ancora una volta la tradizione teatrale ebraica, perché tali rapporti erano sempre stati considerati accettabili nei matrimoni combinati per ragioni finanziarie o simili, ma socialmente tabù per una questione di fascino emotivo. Professor Brenner fu tradotto in inglese da Ellen Perecman e sarà presentato da New Worlds Theatre Project nel novembre 2015 in una produzione diretta da Paul Takacs all'HERE Arts Center con David Greenspan nel ruolo principale. La sceneggiatura inglese sarà disponibile su New Worlds Project a dicembre 2015.
Nello stesso periodo, la tragedia messianica in un atto Der Eybiker Yid (L'eterno ebreo, 1906) è ambientata al momento della distruzione del Secondo Tempio. Un messia nasce lo stesso giorno della distruzione del Tempio, ma viene portato via da una tempesta; un profeta deve vagare per la Terra cercandolo. A Mosca, nel 1918, questa sarebbe stata la prima opera teatrale mai rappresentata dal Teatro Habimah, ora teatro nazionale di Israele. Aveva rivisitato un tema simile nel 1919 in Der Shtumer Meshiekh (Il Messia Muto); avrebbe rivisitato temi messianici in ulteriori commedie su Simon Bar-Kokhba, Shlomo Molcho e Sabbatai Zevi.
Il suo lavoro prese una nuova piega con il profondamente allegorico Di Bergshtayger (Gli scalatori di montagne, 1912); la "montagna" in questione è la vita stessa.
Durante il periodo tra le due guerre mondiali, scrisse numerose opere teatrali, per lo più su argomenti biblici, ma continuando a impegnarsi con molti dei suoi temi precedenti. Ad esempio, King David and His Wives (1923?) guarda al Davide biblico in vari momenti della sua vita: un giovane orgoglioso, ingenuamente idealista, pio; un guerriero fiducioso; un monarca un po' stanco e infine un vecchio che, vedendo la sua gloria giovanile riflessa nella bella Abisag, sceglie di non sposarla, così da poter continuare a vedere quel riflesso idealizzato. Durante questo periodo, Pinski intraprese anche un grande e fantasioso progetto di finzione: scrivere un ritratto di fantasia di ciascuna delle mille mogli di re Salomone; tra il 1921 e il 1936, completò 105 di queste storie.
Durante questo periodo intraprese anche i principali romanzi Arnold Levenberg: Der Tserisener Mentsh (Arnold Levenberg: la personalità divisa, iniziato 1919) e The House of Noah Edon che fu pubblicato in traduzione inglese nel 1929; l'originale yiddish è stato pubblicato nel 1938 da Wydawnictvo ("Editori") Ch. Brzozo, Varsavia. Il primo è incentrato su un cittadino, aristocratico ebreo tedesco, ritratto come raffinato e decadente, che incrocia, ma non partecipa mai completamente, agli eventi e alle correnti importanti del suo tempo. Quest'ultimo è una saga multigenerazionale di una famiglia di immigrati ebrei lituani, un'interpretazione dell'assimilazione modellata su Four Generations—Four Testaments di Peretz.

## Emigrazione
Nel 1949 emigrò nel nuovo stato di Israele dove scrisse un'opera teatrale su Sansone e una sul re Saul. Tuttavia, questo era un periodo in cui il teatro yiddish esisteva a malapena da qualche parte (anche meno di oggi) e queste non vennero messe in scena.